# 1511

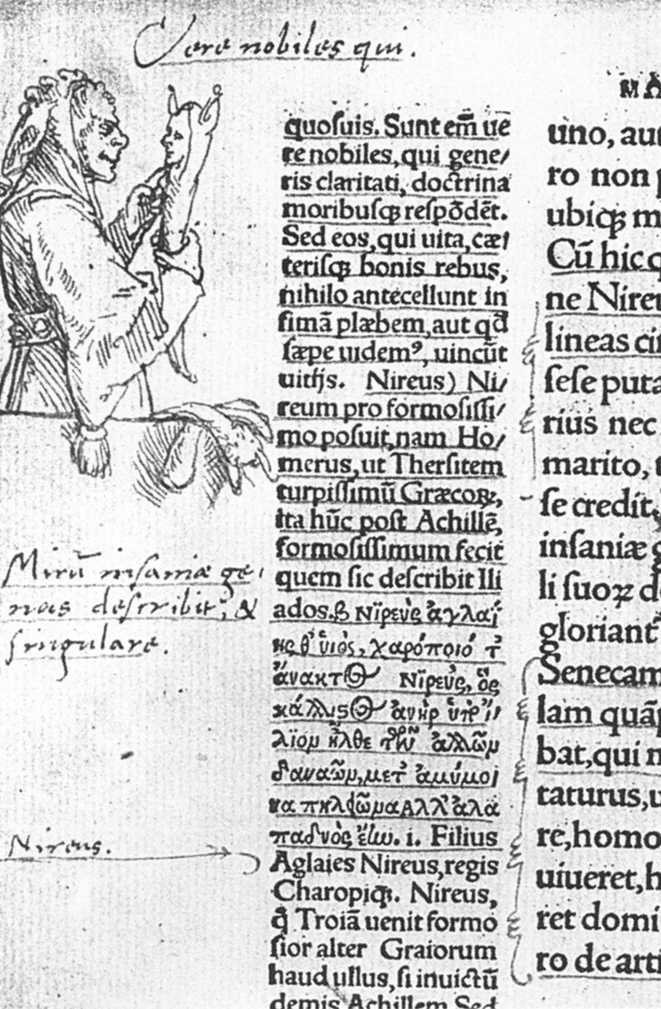
Lof der zotheid

Het jaar 1511 is het 11e jaar in de 16e eeuw volgens de christelijke jaartelling.

## Gebeurtenissen
januari
- 16 - De Sint-Antoniusvloed richt verwoesting aan in Oost-Friesland.

april
- 9-2 juli - Şahkulu-opstand: Shia-opstand in Anatolië.
- 21 - Begin van het Beleg van IJsselstein. De stad Utrecht, gesteund door Karel van Gelre, belegert de stad IJsselstein.

mei
- 16 - Een groep opstandige kardinalen roept via een brief Paus Julius II op zich te komen verantwoorden tijdens een concilie in Pisa, gepland voor 1 september.
- 23 - De Fransen onder Gian Giacomo Trivulzio nemen Ravenna in.

juni
- 1 - Een ontzettingsleger onder Floris van Egmont bereikt IJsselstein; de meeste Utrechters zijn echter al vertrokken.
- juni - Paus Julius II sticht de Heilige Liga met Spanje en het Heilige Roomse Rijk tegen Frankrijk.

augustus
- 8 - In de bul Pontifex Romanus vormt Julius II de eerste bisdommen in de Nieuwe Wereld, in Santo Domingo, Concepción de La Vega en San Juan.
- 24 - De Portugezen onder Afonso de Albuquerque veroveren Malakka.
- 26 - De steden Utrecht en IJsselstein sluiten vrede.

oktober
- 7 tot 7 november - Beleg van Venlo: Margaretha van Oostenrijk belegert vergeefs de (Gelderse) stad Venlo.
- 24 - Zes kardinalen, onder wie Bernardino López de Carvajal worden geëxcommuniceerd door paus Julius II wegens het organiseren van het Concilie van Pisa.

november
- 1 - Begin van het Concilie van Pisa, bijeengeroepen door Lodewijk XII met de bedoeling paus Julius II af te zetten. De paus reageert met excommunicaties.
- 5 - De deelnemers aan het Concilie van Pisa worden gedwongen de stad te verlaten. In Milaan wordt Bernardino López de Carvajal door het concilie tot tegenpaus uitgeroepen.
- 17 - Verdrag van Westminster: Hendrik VIII van Engeland en Ferdinand van Aragon sluiten een verdrag tegen Frankrijk. Engeland treedt toe tot de Heilige Liga.

december
- 21 - Op de vierde Adventzondag houdt de Dominicaan Montesino een bevlogen preek tegen slavernij en slavenhandel.

zonder datum
- De Spanjaarden onder Diego Velázquez de Cuéllar veroveren Cuba. Hij bouwt een villa in Baracoa.
- Een Portugees gezantschap onder Duarte Fernandes bezoekt Ayutthaya, vermoedelijk de eerste Europeanen in het land.
- Zweden neemt Novgorod in, en zal het 7 jaar in zijn bezit houden.
- De Taino komen in opstand tegen de Spanjaarden.
- Albrecht, de nieuwe grootmeester van de Duitse Orde, weigert de leeneed aan Polen af te leggen.
- Gonzalo Guerrero en Gerónimo de Aguilar lijden schipbreuk op Yucatán en worden de eerste Spaanse inwoners van Mexico.
- Een ernstige aardbeving treft Slovenië.
- Ulrich van Württemberg huwt Sabina van Beieren.
- Maria van Gulik en Berg huwt Johan III van Kleef.
- Het kasteel van Oijen wordt gesloopt.

## Beeldende Kunst

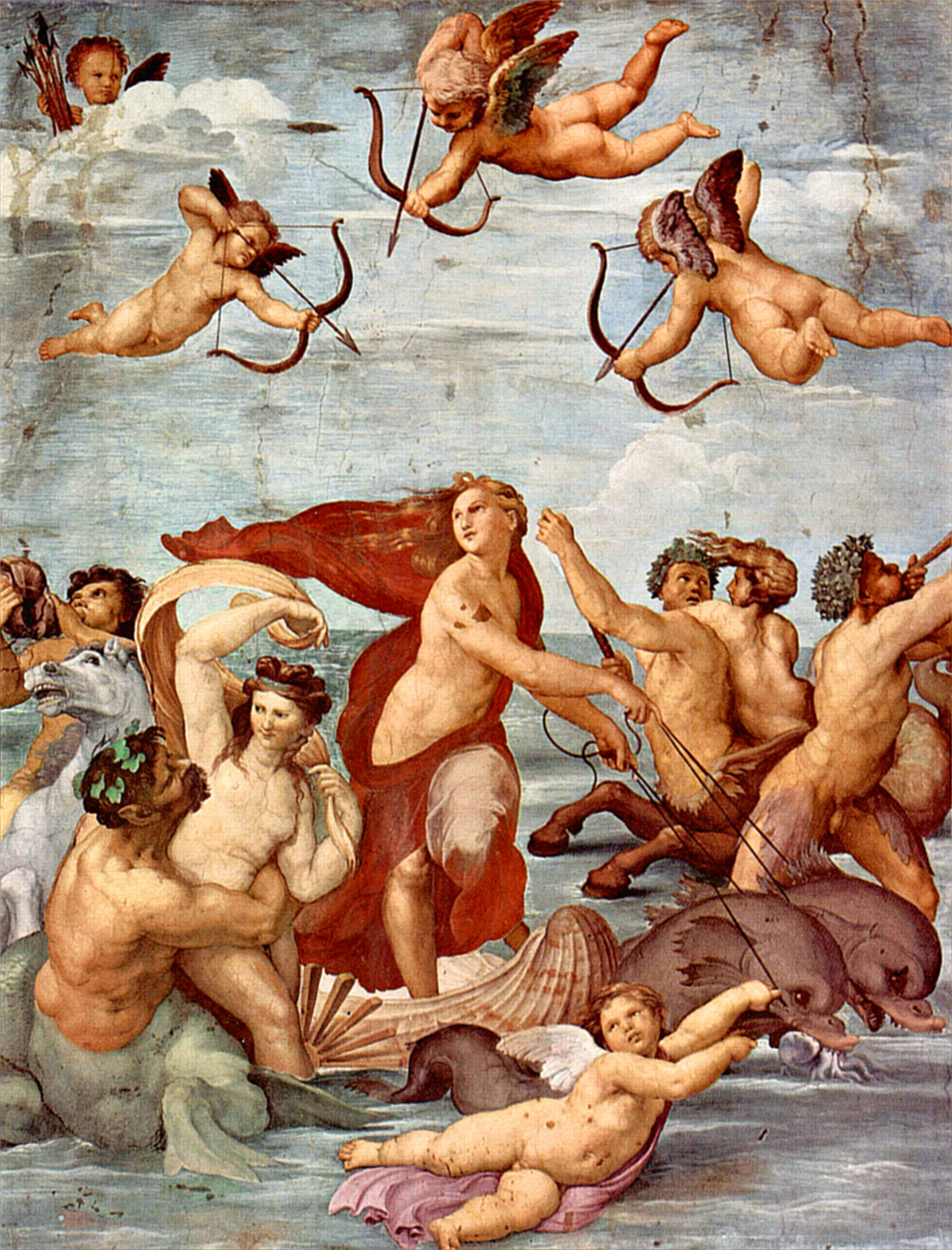
Rafaël: De triomf van Galathea
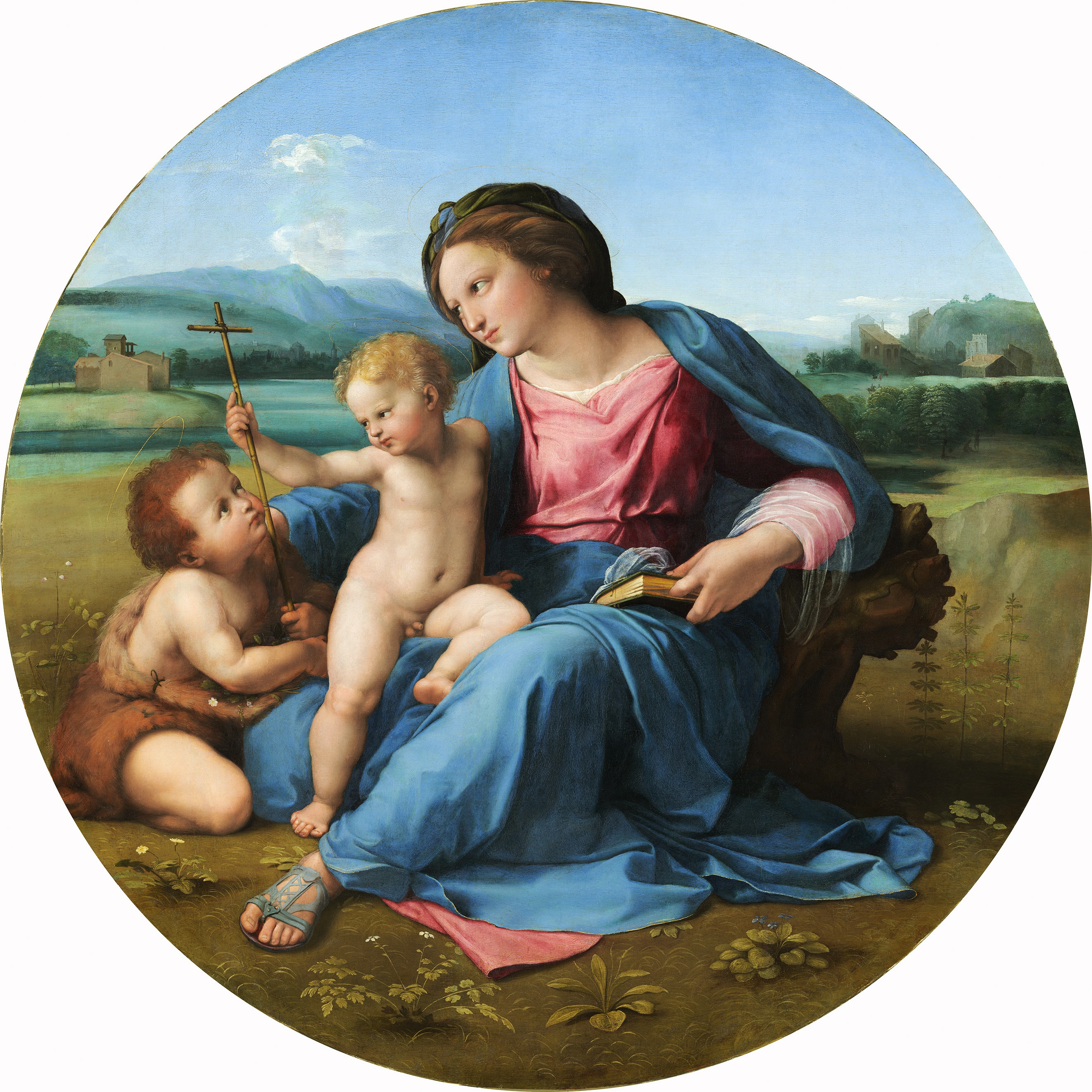
Rafaël: Alba-madonna
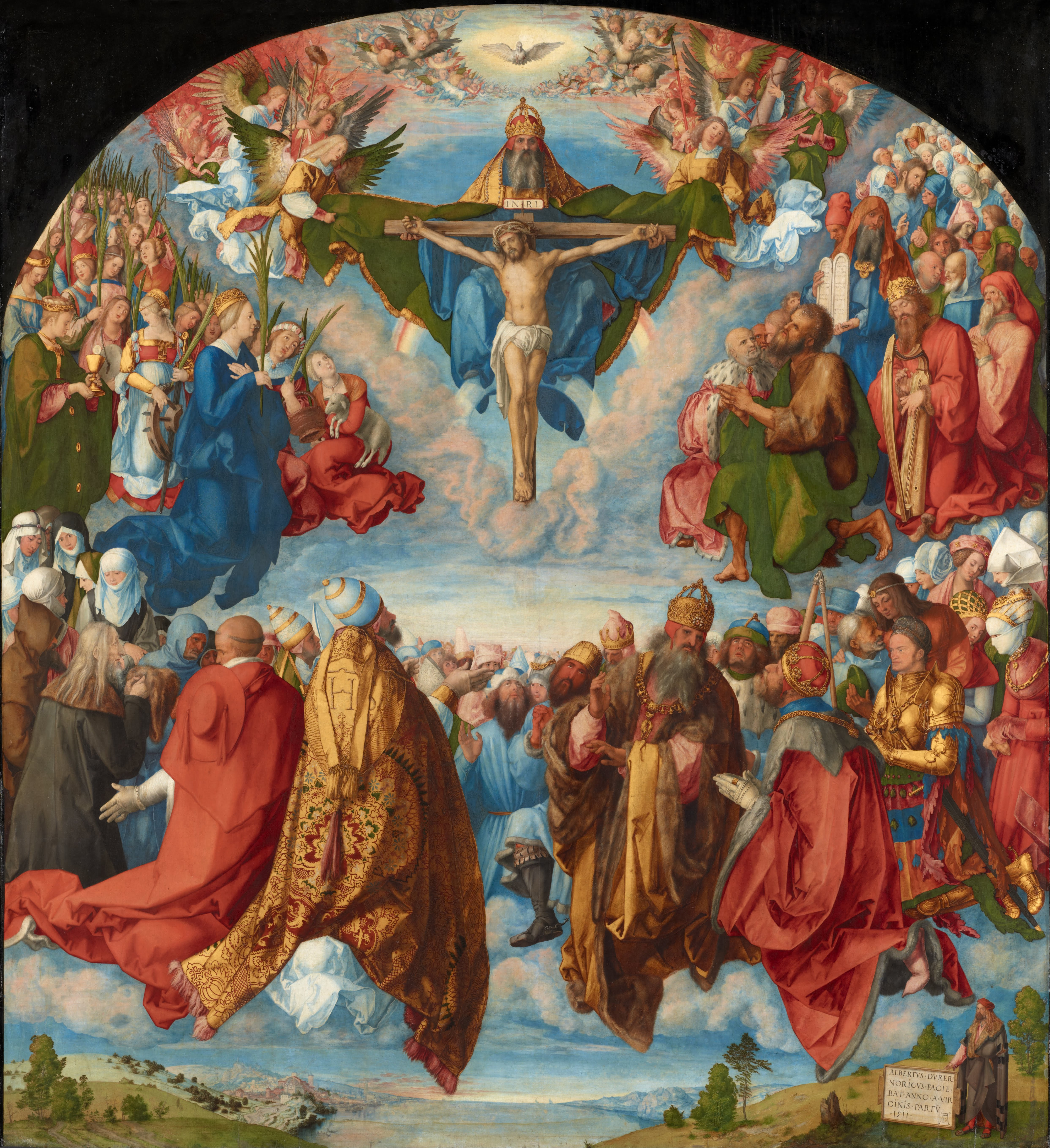
Albrecht Dürer: Landauer Altaar
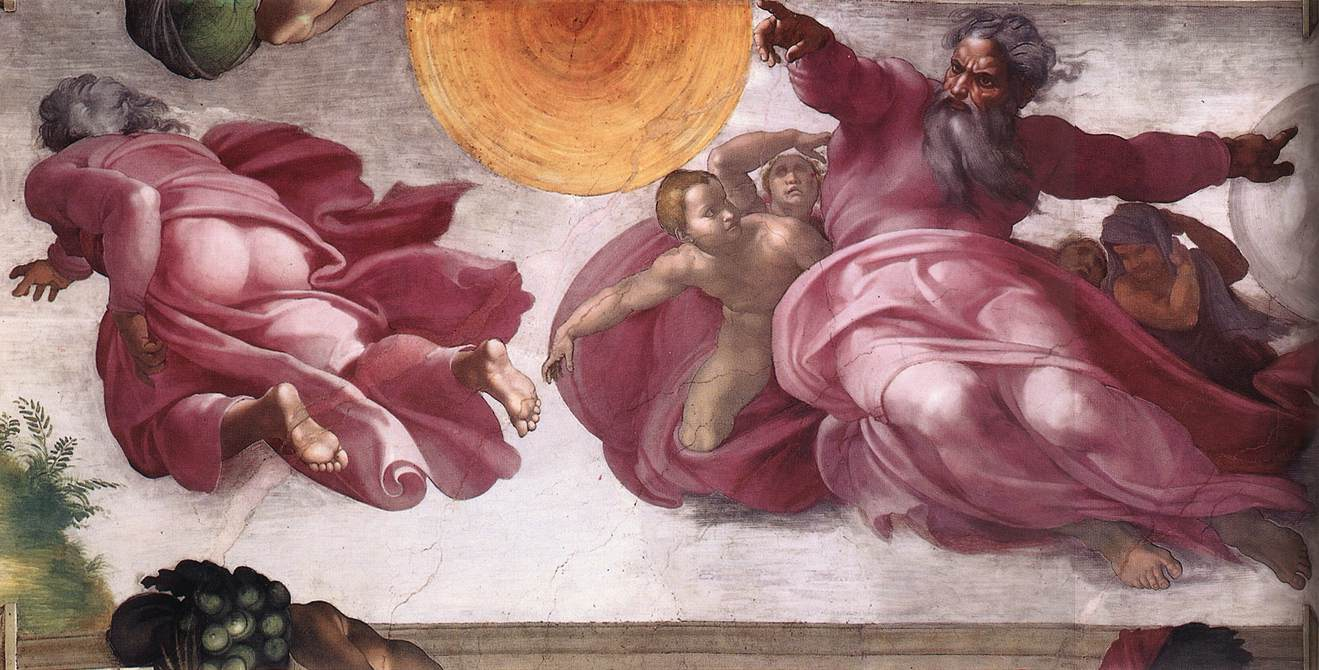
Michelangelo: De schepping van de zon, de maan en de planeten (Sixtijnse kapel)
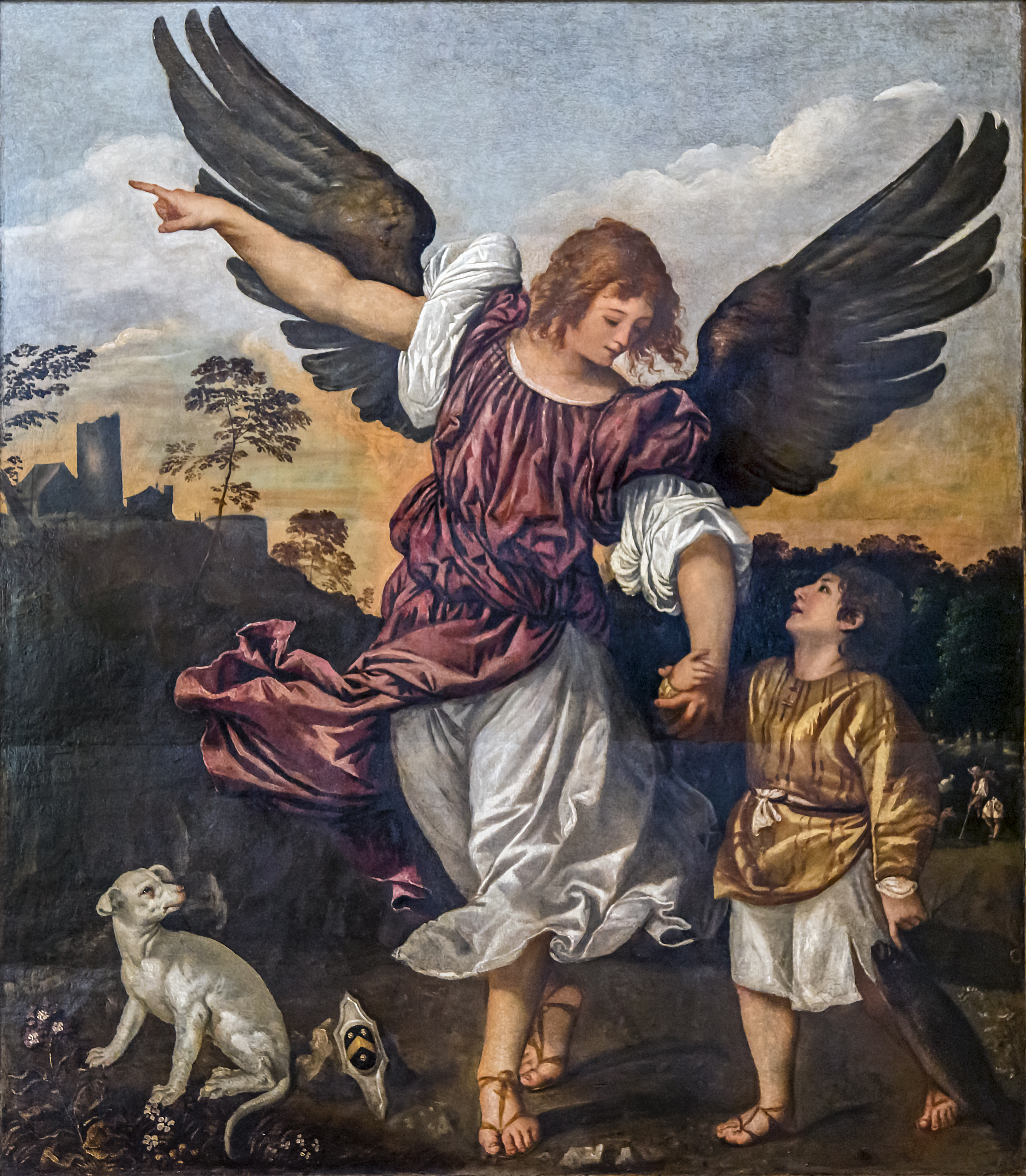
Titiaan: De aartsengel Rafaël en Tobias

## Opvolging
- aartsbisdom Bremen: Johan Rode van Wale opgevolgd door Christoffel van Brunswijk-Wolfenbüttel
- Gulik en Berg: Willem II opgevolgd door zijn schoonzoon Johan III van Kleef
- Jever: Edo Wiemken opgevolgd door zijn dochter Maria
- Lippe: Bernhard VII opgevolgd door zijn zoon Simon V
- Manipur: Koiremba opgevolgd door Chingkhong Lamgai Ngamba
- Mirandola: Galeotto II Pico della Mirandola opgevolgd door Gian Francesco II Pico della Mirandola
- metropoliet van Moskou: Simon opgevolgd door Varlaam
- Nassau-Wiesbaden: Adolf III opgevolgd door zijn zoon Filips I
- Piombino: Jacopo IV Appiano opgevolgd door Jacopo V Appiano
- Trier: Jacob van Baden opgevolgd door Richard van Greiffenklau tot Vollrads

## Afbeeldingen

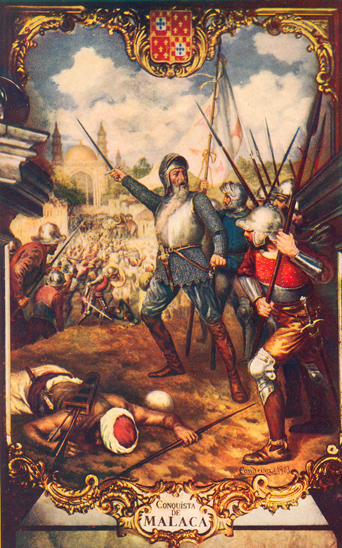
Verovering van Malakka
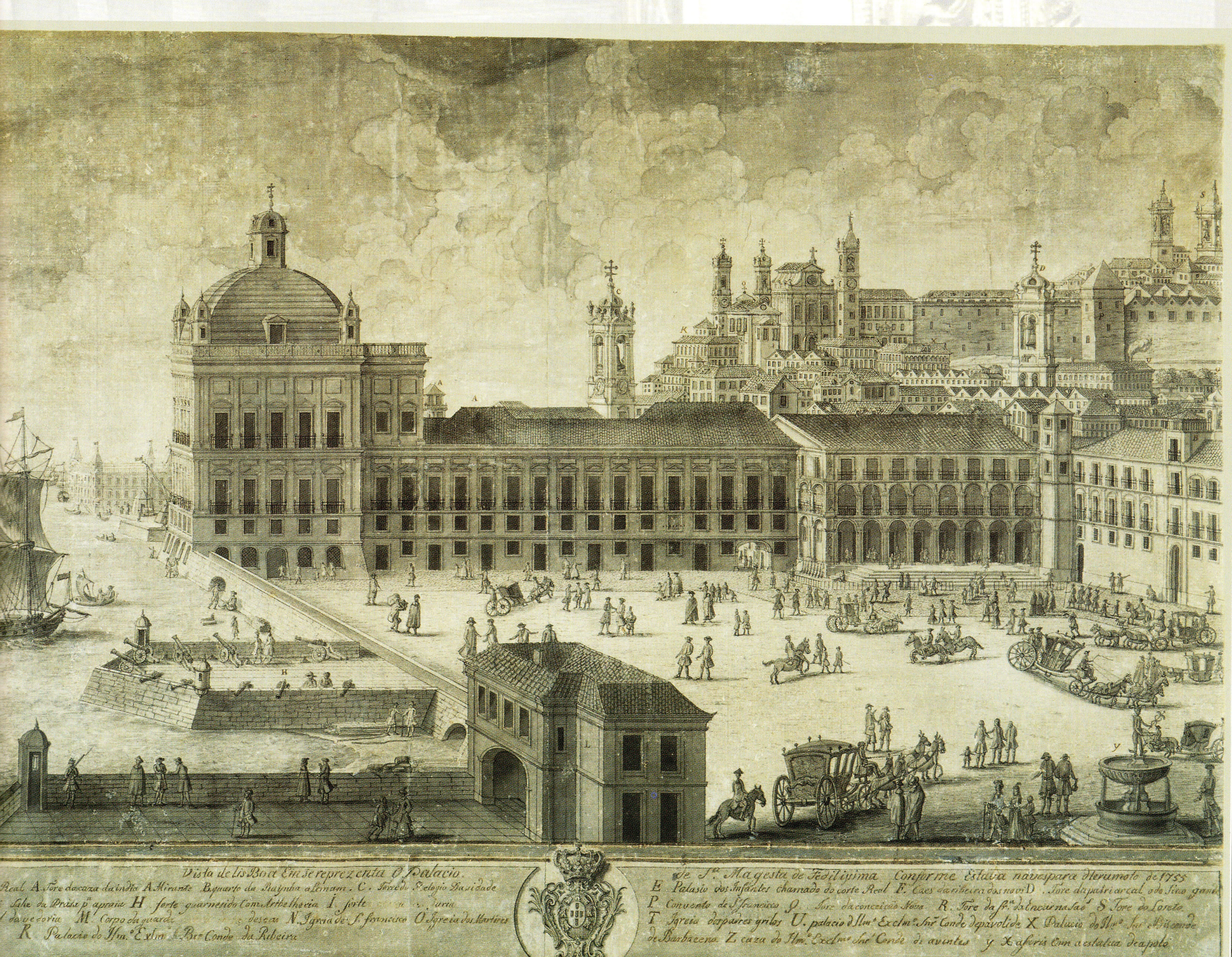
Ribeirapaleis, Lissabon (voltooid 1511)
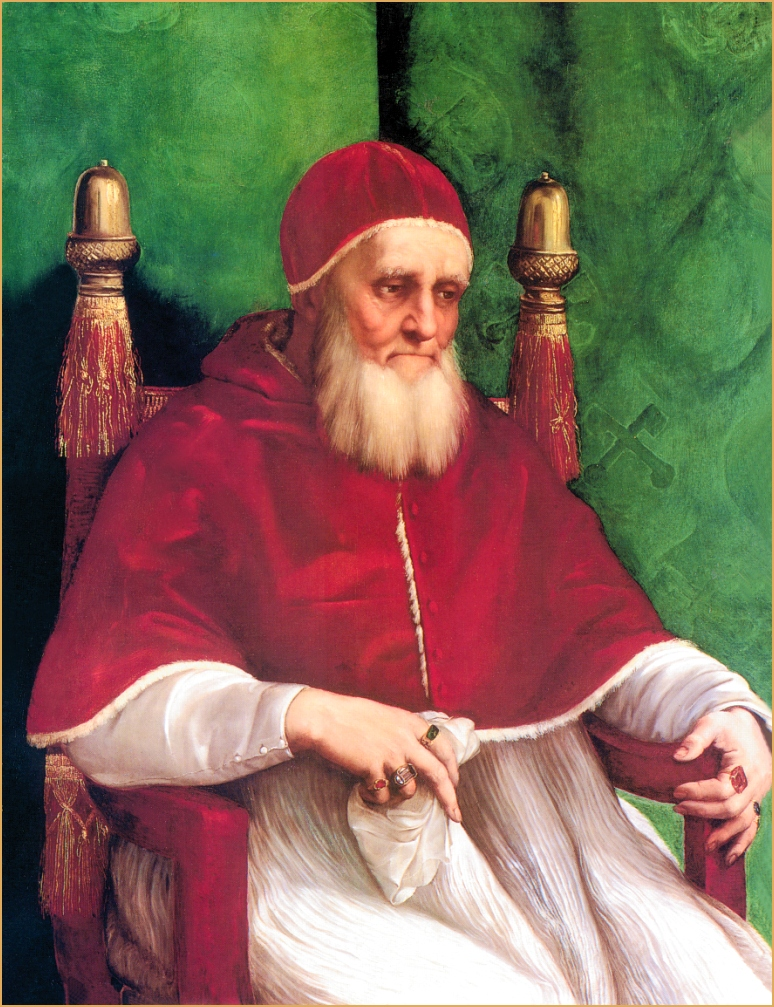
paus Julius II (portret door Rafaël
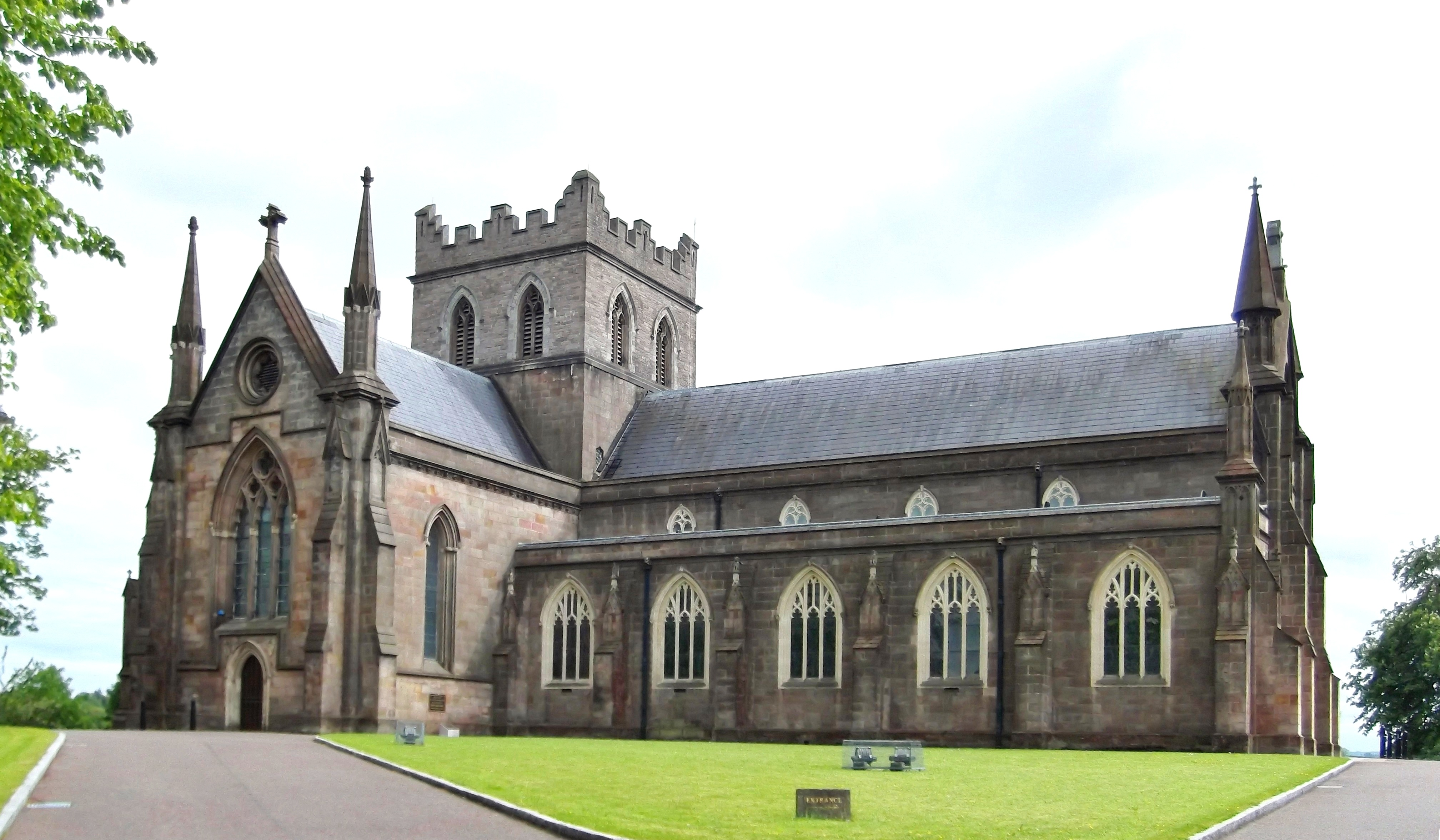
Sint Patrick's Cathedral, Armagh (gebouwd 1511)
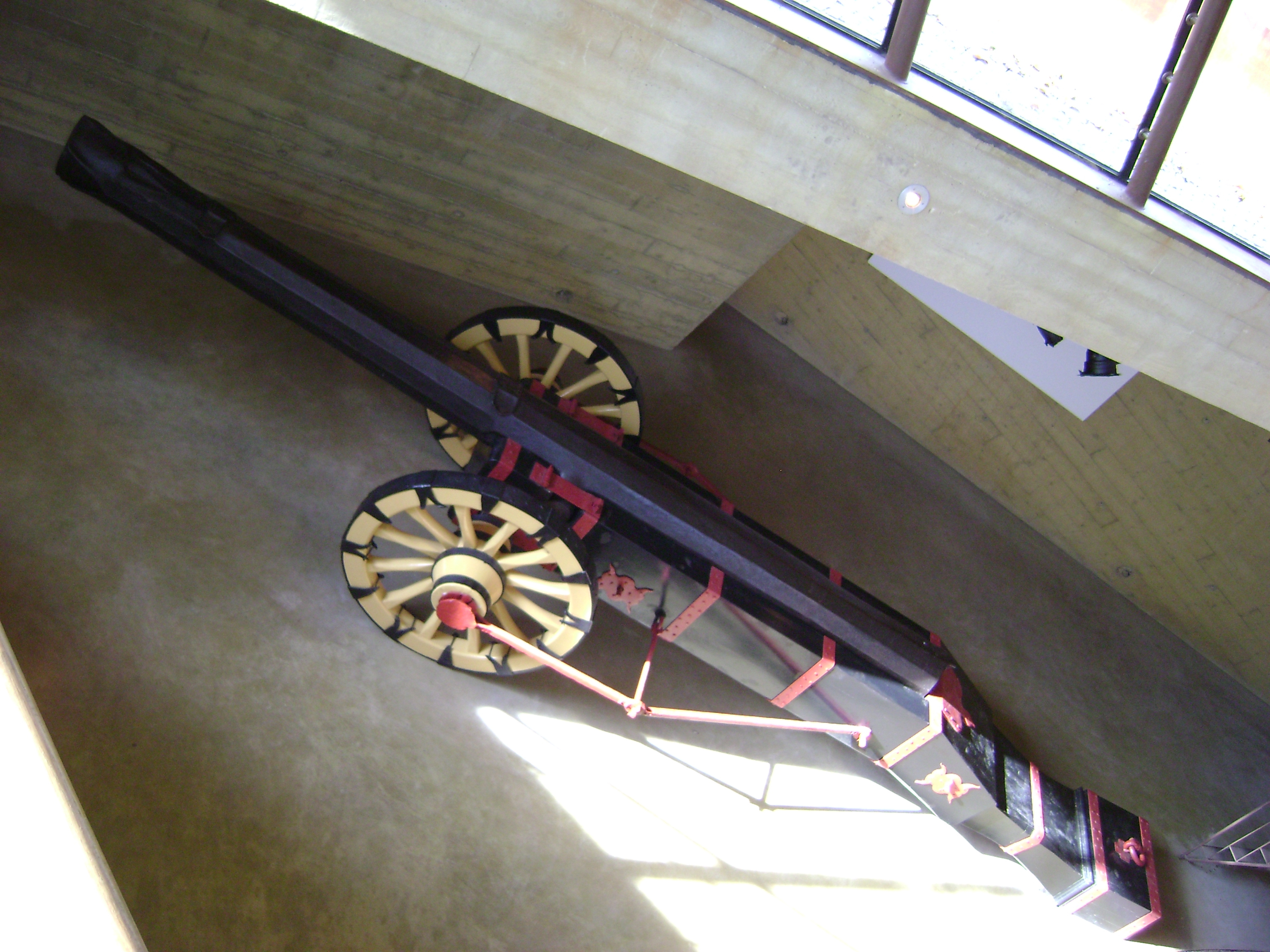
Stoer Geweld aka Boze Griet, kanon in 's-Hertogenbosch, gegoten 1511

## Geboren
- 1 januari - Hendrik van Cornwall, kroonprins van Engeland
- 5 april - Johan III van Nassau-Saarbrücken, Duits edelman
- 10 mei - Andreas Hyperius, Zuid-Nederlands theoloog en kerkhervormer
- 18 juni - Bartolomeo Ammanati, Florentijns architect
- 1 juli - Hadrianus Junius, Noord-Nederlands geschiedschrijver
- 9 juli - Dorothea van Saksen-Lauenburg, echtgenote van Christiaan III van Denemarken
- 30 juli - Giorgio Vasari, Italiaans schilder en kunsthistoricus
- 29 september - Michael Servet, Spaans arts en theoloog
- 22 oktober - Erasmus Reinhold, Duits astronoom
- 15 november - Janus Secundus, Noord-Nederlands dichter
- 25 november - Jan d'Oudegherst, Zuid-Nederlands rechtsgeleerde
- Noël Albert, Frans handelaar en bestuurder
- Gaspar Cervantes de Gaete, Spaans prelaat
- Diego de Losada, Spaans conquistador
- Theodorus Peltanus, Zuid-Nederlands theoloog
- Juan Perez de Malvenda, Zuid-Nederlands politicus
- Adolf III van Schaumburg, aartsbisschop van Keulen
- Martinus Riethovius, Zuid-Nederlands prelaat
- Sensulinthara, koning van Lan Xang (1572-1582)
- Gian Giacomo Trivulzio, Spaans ontdekkingsreiziger
- Johannes Vasaeus, Zuid-Nederlands historicus
- Luis de Velasco, onderkoning van Nieuw-Spanje
- Nicola Vicentino, Italiaans muziektheoreticus

## Overleden
- 9 januari - Demetrios Chalkokondyles (87), Grieks wetenschapper
- 20 januari - Oliviero Carafa (~80), Italiaans kardinaal en diplomaat
- 22 februari - Hendrik van Cornwall (5 weken), kroonprins van Engeland
- 2 april - Bernhard VII van Lippe (~81), Duits edelman
- 10 april - Jacopo IV Appiano (~50), Italiaans legeraanvoerder
- 27 april - Jacob van Baden (39), keurvorst-aartsbisschop van Trier
- 10 mei - Jan Adornes (66), Vlaams geestelijke
- 24 mei - Francesco Alidosi (~50), Italiaans kardinaal
- 6 juli - Adolf III van Nassau-Wiesbaden (67), Duits edelman
- 12 juli - Albrecht van Münsterberg (42), Duits edelman
- 6 september - Ashikaga Yoshizumi (30), shogun (1494-1508)
- 6 september - Willem II van Gulik-Berg (56), Duits edelman
- 17 september - Louise Francisca van Savoye (~26), Bourgondisch edelvrouw
- 18 oktober - Filips van Komen (~64), Bourgondisch staatsman
- 4 november - Francisco de Borja (~70), Spaans kardinaal
- 23 november - Anna van York (36), Engels prinses
- 31 december - Bianca Maria Sforza (39), echtgenote van keizer Maximiliaan I
- Diego de Nicuesa (~47), Spaans conquistador
- Nicolás de Ovando (~39), Spaans militair
- Kemal Reis (~60), Turks piraat
- Matthias Ringmann (~29), Duits schrijver en vertaler
- John Hamilton, Schots prelaat (jaartal bij benadering)
- Johannes Tinctoris, Zuid-Nederlands componist (jaartal bij benadering)

## Trivia
- Het spel Assassin's Creed: Revelations speelt in 1511.